# 劉業成
劉業成，SBS，PDSM，PMSM（1961年11月21日—），香港警務人員，曾任香港警務處副處長（行動）、臨時副處長（特別職務）。

## 簡歷
劉業成於1979年畢業於荃灣官立工業中學中五年級。後來在1984年加入皇家香港警察任職督察。2000年起，劉業成被香港機場管理局借調三年，負責監察機場航空保安服務。劉業成在2006年獲升為總警司，2010年晉升助理處長，並於2013年晉升至高級助理處長。曾先後調任多個政策部及行動部門，處理包括2005年香港反對世貿遊行衝突以及2014年雨傘革命等。2016年10月17日，劉業成獲委任為警務處副處長（行動），接替黃志雄，直至2018年11月24日展開退休前休假，警務生涯合共長達34年。
2019年8月9日，香港政府公佈，劉業成獲委任為警務處臨時副處長（特別職務），即日生效，任期半年，為香港主權移交後首次有三名警務處副處長同時在任。他回歸警隊主要協助警務處處長處理大型公眾活動，以及策劃未來多項大型行動，包括中國70周年國慶相關慶祝活動。2019年10月28日，警方表示劉業成已完成任期，正式退休。

## 榮譽
- 香港特區政府嘉獎
- 銀紫荆星章（2019年）[9]